# Mirta Costa de Robatto
Mirta Costa Ubilla (Montevideo, Uruguay, 26 de enero de 1938), más conocida como Mirta Costa de Robatto, es una contadora y política uruguaya, quien se desempeñó como subsecretaria del Ministerio de Transporte y Obras Públicas en 1989-1990.

## Primeros años
Nació en Montevideo el 26 de enero de 1938.
Cursó estudios en la Facultad de Ciencias Económicas de la Universidad de la República, donde se graduó como contadora.
Se desempeñó como asesora financiera en el entonces Ministerio de Obras Públicas,donde ingresó como ayudante de contadora en 1967.

## Ministerio de Transporte y Obras Públicas

### Directora general
El 1 de marzo de 1985, al asumir funciones el gobierno constitucional de Julio María Sanguinetti tras la dictadura cívico militar instaurada en 1973, el nuevo presidente y su ministro de Transporte y Obras Públicas Jorge Sanguinetti designaron a Costa como directora general de Secretaría, tercer cargo en jerarquía en los ministerios en Uruguay, luego del ministro Sanguinetti y del subsecretario Alejandro Atchugarry. 
Ocupó este puesto durante más de cuatro años.

### Subsecretaria
El 21 de setiembre de 1989, tras dejar Sanguinetti la titularidad del ministerio y asumir Atchugarry como nuevo ministro, Costa fue nombrada como subsecretaria de la cartera.
Desempeñó dicho cargo durante algo más de cinco meses hasta la finalización del gobierno de Sanguinetti. Al asumir el nuevo presidente Luis Alberto Lacalle en marzo de 1990, Atchugarry y Costa fueron sucedidos como ministro y subsecretaria en el MTOP por Wilson Elso Goñi y Conrado Serrentino respectivamente.
Mirta Costa fue la única mujer en ocupar un cargo de subsecretaria de Estado durante la primera administración de Sanguinetti (1985-1990) y una de las solo dos mujeres en integrar el gabinete en dicho período junto con Adela Reta, quien se desempeñó como ministra de Educación y Cultura durante la totalidad del quinquenio.

## Actividades posteriores
Diagnosticada con esclerosis múltiple a los 50 años de edad, Costa ha sido presidenta de la Asociación de Esclerosis Múltiple del Uruguay (EMUR).

## Vida personal
Es hija de Lauro Costa y de María Luisa Ubilla, quienes contrajeran matrimonio en Melo en 1935.
Mirta Costa se casó en 1966 con Daniel Robatto Calcagno,con quien tuvo dos hijos, Ofelia y Jaime Robatto Costa.